# Špela Janić
Špela Janić (nacida como Špela Ponomarenko, Koper, 2 de octubre de 1981) es una deportista eslovena que compite en piragüismo en la modalidad de aguas tranquilas. Está casada con el piragüista Stjepan Janić.
Ganó siete medallas en el Campeonato Mundial de Piragüismo entre los años 2006 y 2019, y cinco medallas en el Campeonato Europeo de Piragüismo entre los años 2009 y 2021.
Participó en tres Juegos Olímpicos de Verano, entre los años 2008 y 2016, ocupando el sexto lugar en Pekín 2008 (K1 500 m) y el cuarto en Río de Janeiro 2016 (K2 200 m).

## Palmarés internacional
| Campeonato Mundial | Campeonato Mundial       | Campeonato Mundial | Campeonato Mundial |
| Año                | Lugar                    | Medalla            | Competición        |
| ------------------ | ------------------------ | ------------------ | ------------------ |
| 2006               | Szeged (Hungría)         | Medalla de plata   | K1 200 m           |
| 2007               | Duisburgo (Alemania)     | Medalla de bronce  | K1 200 m           |
| 2013               | Duisburgo (Alemania)     | Medalla de bronce  | K1 200 m           |
| 2017               | Račice (República Checa) | Medalla de bronce  | K1 200 m           |
| 2017               | Račice (República Checa) | Medalla de bronce  | K2 500 m           |
| 2019               | Szeged (Hungría)         | Medalla de plata   | K2 200 m           |
| 2019               | Szeged (Hungría)         | Medalla de bronce  | K2 500 m           |
| Campeonato Europeo |                          |                    |                    |
| Año                | Lugar                    | Medalla            | Competición        |
| 2009               | Brandeburgo (Alemania)   | Medalla de bronce  | K1 200 m           |
| 2012               | Zagreb (Croacia)         | Medalla de bronce  | K1 500 m           |
| 2017               | Plovdiv (Bulgaria)       | Medalla de plata   | K2 500 m           |
| 2017               | Plovdiv (Bulgaria)       | Medalla de bronce  | K1 200 m           |
| 2021               | Poznań (Polonia)         | Medalla de oro     | K2 200 m           |